# Поназдырь, Кирилл Иванович
Кири́лл Ива́нович Поназды́рь (21 марта 1918 — 9 марта 2001, Новосибирск) — советский организатор здравоохранения, заведующий Горно-Алтайским областным отделом здравоохранения (1950—1959), заведующий Новосибирским областным отделом здравоохранения (1961—1982). Заслуженный врач РСФСР (1978).

## Биография
Родился 21 марта 1918 года в украинской семье.
В ноябре 1939 года призван в Красную Армию Заельцовским районным военкоматом г. Новосибирска.
Участник Великой Отечественной войны. В звании младшего лейтенанта командовал взводом управления 276 отдельного инженерного батальона 42-й стрелковой дивизии.
21 июня 1943 года во время разведки местности на предмет определения мин получил тяжелое ранение в правую ногу, в октябре 1943 года демобилизован. За успешное выполнение боевого задания был награждён медалью «За боевые заслуги».
В 1949 году окончил Новосибирский медицинский институт.
В 1950 году назначен на должность заведующего Горно-Алтайского областного отдела здравоохранения.
С 1959 года — заместитель заведующего отдела здравоохранения Алтайского крайисполкома.
С 1961 по 1982 год руководил Новосибирским областным отделом здравоохранения.
За длительный период руководства здравоохранением Новосибирской области были построены или капитально отремонтированы 30 крупных больниц, в том числе практически все районные больницы. Организация здравоохранения области являлась школой передового опыта РСФСР.
Заслуженный врач РСФСР (1978).
Награждён двумя орденами «Знак Почета».
Скончался 9 марта 2001 года. Похоронен на 66 участке Заельцовского кладбища г. Новосибирска.

## Семья
- Тихоновская, Ольга Борисовна — супруга. В 1950-е годы заведовала инфекционным отделением Горно-Алтайской областной больницы, преподавала инфекционные болезни в Горно-Алтайском медицинском училище[5].
- Поназдырь, Борис Кириллович — сын.
- Куржукова, Светлана Кирилловна — дочь.